# Коэффициент направленного действия
Коэффицие́нт напра́вленного де́йствия (КНД) антенны — отношение квадрата напряженности поля, создаваемого антенной в данном направлении, к среднему значению квадрата напряженности поля по всем направлениям.
КНД является безразмерной величиной, может выражаться в децибелах (дБ, дБи, дБд). Для обозначения КНД используют латинскую букву D (от англ. Directivity).
Обычно оперируют значением КНД D0 в направлении максимального излучения антенны, а для описания угловой зависимости КНД используют нормированную диаграмму направленности (ДН) антенны по мощности. При этом КНД становится мерой способности антенны концентрировать энергию электромагнитного излучения в узком луче. Согласно определению, КНД однозначно связан с формой ДН антенны (более строго — с характеристикой направленности антенны).
Следует различать КНД и коэффициент усиления (КУ) антенны: КНД целиком и полностью определяется формой ДН антенны и не учитывает КПД антенны и потери на отражение, то есть не учитывает потери энергии в элементах конструкции антенны и объектах, расположенных в ближней зоне антенны.

## Значения КНД
В зависимости от конструкции и рабочей длины волны значение КНД реальной антенны в направлении максимума излучения превышает единицу и может достигать миллионов. КНД абстрактного изотропного излучателя равен единице. Чем у́же главный лепесток ДН и меньше уровень боковых лепестков, тем больше КНД.
КНД линейной антенны (модели в виде расположенных непрерывно вдоль отрезка прямой длиной L>>λ изотропных источников с одинаковой амплитудой; λ — длина волны в свободном пространстве):
- D0 = 2L/λ — в режиме поперечного и наклонного излучения (пока луч отстоит от оси антенны на 2-3 ширины по уровню −3 дБ; при этом КНД не зависит от направления сканирования);
- D0 = 4L/λ — в режиме осевого излучения;
- D0 ≈ 7.2L/λ — в режиме осевого излучения с оптимальным замедлением.

КНД линейной антенной решетки изотропных излучателей с одинаковой амплитудой (при Nd = L>>λ и отсутствии дифракционных лепестков диаграммы направленности в области видимости; N — число элементов; d — период решетки):
- D0 ≈ 2Nd/λ — в режиме поперечного и наклонного излучения (пока луч отстоит от оси антенны на 2-3 ширины по уровню −3 дБ; при этом КНД не зависит от направления сканирования); в частности, в пределе при большом N и d = λ/2 D0 = N;
- D0 ≈ 4Nd/λ — в режиме осевого излучения;
- D0 ≈ 7.2Nd/λ — в режиме осевого излучения с оптимальным замедлением.

КНД плоской апертуры:
- D0 = (4πSKи.п./λ2)cosθ0 (при условии, что луч отстоит от плоскости апертуры на 2-3 ширины по уровню −3 дБ; S — площадь апертуры; Kи.п. — апертурный коэффициент использования поверхности; θ0 — направление сканирования луча, угол места в сферической системе координат, отсчитываемый от нормали к апертуре). Уменьшение КНД при сканировании (множитель cosθ0) обусловлено расширением луча;
- D0 ≠ 0 при θ0 → 90°.